# Nisreen Alwan
Nisreen Ala-Din AS Alwan MBE é uma pesquisadora britânica-iraquiana de saúde pública que é professora de saúde pública na Universidade de Southampton, no Reino Unido. Sua pesquisa considera a saúde materna e infantil. Durante a pandemia de COVID-19, Nisreen Alwan usou a mídia social para comunicar mensagens de saúde pública e pedir que a covid longa fosse contada e medida. Em 2020, Nisreen Alwan foi selecionada como uma das 100 melhores mulheres da BBC.

## Infância e educação
Nisreen Alwan estudou medicina na Universidade de Bagdá, no Iraque. Durante seus estudos, ela se interessou por saúde pública e fez pós-graduação em saúde pública na Universidade de Nottingham, na Inglaterra. Nisreen ingressou no programa de treinamento em saúde pública em Yorkshire e Humber (Inglaterra), durante o qual recebeu uma bolsa de treinamento da Wellcome Trust. Nisreen Alwan fez mestrado em epidemiologia estatística e doutorado em epidemiologia nutricional.

## Pesquisa e carreira
Nisreen Alwan estuda a saúde materna e infantil com foco na obesidade e nos resultados do parto.
Nos primeiros dias da pandemia de COVID-19, Nisreen Alwan foi infectada pelo coronavírus. Essa experiência a inspirou a se tornar uma ativista de saúde mais voltada para o público. Em particular, ela fez uso do Twitter para comunicar mensagens de saúde pública e para liderar uma chamada para que a COVID longa fosse contada e relatada em dados nacionais. Seus esforços resultaram em uma comunidade médica mais ampla prestando mais atenção à COVID longa e como ela se apresentava clinicamente. Nisreen fazia parte de um grupo de médicos que escreveu uma carta ao governo pedindo que melhorassem a pesquisa e a vigilância da COVID longa. Ela escreveu vários artigos de opinião para a Nature, The Huffington Post, The Lancet e The BMJ.
Nisreen também falou sobre a igualdade de tratamento de mulheres e minorias étnicas na academia e na esfera pública.

## Prêmios e honras
- 2020 - 100 Mulheres (BBC).[17]
- 2021 - Membro da Ordem do Império Britânico nas Honras de Ano Novo de 2021.[18]

## Publicações selecionadas
- Alwan, Nisreen (2020). «A negative COVID-19 test does not mean recovery». Nature. 584 (170): 170. Bibcode:2020Natur.584..170A. PMID 32782377. doi:10.1038/d41586-020-02335-z
- Nykjaer, Camilla; Alwan, Nisreen A.; Greenwood, Darren C.; Simpson, Nigel A. B.; Hay, Alastair W. M.; White, Kay L. M.; Cade, Janet E. (1 de junho de 2014). «Maternal alcohol intake prior to and during pregnancy and risk of adverse birth outcomes: evidence from a British cohort». J Epidemiol Community Health (em inglês). 68 (6): 542–549. ISSN 0143-005X. PMC 4033207. PMID 24616351. doi:10.1136/jech-2013-202934
- Alwan, N. A.; Greenwood, D. C.; Simpson, N. A. B.; McArdle, H. J.; Godfrey, K. M.; Cade, J. E. (7 de fevereiro de 2011). «Dietary iron intake during early pregnancy and birth outcomes in a cohort of British women». Human Reproduction. 26 (4): 911–919. ISSN 0268-1161. PMC 3057752. PMID 21303776. doi:10.1093/humrep/der005
- Alwan, Nisreen; Tuffnell, Derek J; West, Jane (8 de julho de 2009). «Treatments for gestational diabetes». Cochrane Database of Systematic Reviews. 2009 (3): CD003395. ISSN 1465-1858. PMC 7154381. PMID 19588341. doi:10.1002/14651858.cd003395.pub2